# Ferdinand Verbiest
Oče Ferdinand Verbiest (poznan pod kitajskim imenom kot Nan Huajren (南懷仁)), flamski jezuitski misijonar na Kitajskem za časa vladavine Čing, * 9. oktober 1623, Pittem, Tielt, Grofija Flandrija, Španska Nizozemska, † 28. januar 1688, Peking, Čingova vladavina
Bil je izurjen "fac totum", tj. "strokovnjak za vse", zlasti matematik, mehanik, strojnik, astronom - pa tudi izvrsten teolog. Na dvoru cesarja Kangšija je dokazal, da je evropska astronomija natančnejša od kitajske. Popravil je kitajski koledar ter je na novo zgradil in obnovil Antični observatorij Peking, ter je opravljal službo predsednika matematičnega razsodišča, kakor tudi ravnatelja Osrednje zvezdarne.
Postal je pristen prijatelj cesarja Kangšija, ter mu je držal predavanja iz geometrije, filozofije ter glasbe.
Verbiest je se je udejstvoval kot diplomat, kartograf, iznajditelj in prevajalec; govoril je: latinsko, nemško, flamsko, špansko, portugalsko, hebrejsko, kitajsko  in italijansko. Napisal je čez trideset knjig.
Okrog 1670 je Verbiest načrtoval prvo samopogonsko vozilo, kar naj bi bil prvi avtomobil v zgodovini - oziroma njegov predhodnik. To je sicer bila mala igrača za cesarja (dolga kak decimeter), vendar ni jasno, ali je načrt tudi izdelal. 

## Življenjepis

### Mladost, šolanje in poklic
Ferdinand Verbiest je bil najstarejši sin sodnega izvršitelja in biriča oziroma davčnega izterjevalca Joosa Verbiesta iz Pittema pri Kortrijku, v današnji Belgiji. Verbiest je obiskoval jezuitsko klasično gimnazijo v raznih krajih. Vpisal se je na znamenito Louvainsko univerzo (Studium Generale Lovaniense), kjer se je opredelil predvsem za filozofijo in matematiko. V Družbo Jezusovo je vstopil 2. Septembra 1641. 
Dal se je na študij teologije, ter bil 1655 posvečen v duhovnika. Na izpopolnjevanje v bogoslovnih znanostih in zvezdoznanstvu je odšel v Rim.
Želel je oditi v misijone v Srednjo Ameriko, vendar so ga predstojniki poslali na Daljni vzhod. Na ta način je katoliška Cerkev z misijoni v Ameriki in Aziji nekako nadomestila področja, ki jih izgubila z vdorom in širjenjem protestantizma po Evropi.

### Jezuitjepadejo v nemilost
Za časa skrbništva štirih mandarinov po smrti cesarja Šuntija je izbruhnilo hudo preganjanje kristjanov, ki je bilo usmerjeno predvsem zoper njihove duhovnike. Takrat so Schalla obsodili na smrt z razčetverjenjem. V noči, po kateri naj bi se bila obsodba izvršila, so izbruhnili požari; državo so prestrašili potresi, v katerih se je podrl tudi tisti del jetnišnice, kjer naj bi se sodba izvršila. Ljudstvo je v tem videlo znak, da je obsodba krivična; sodniki se iz strahu pred ljudmi niso upali izvršiti smrtne obsodbe, ampak so zaprte jezuite in tudi Schalla spustili na svobodo. Stalno naporno delo, še bolj pa pretresi in nevšečnosti, ki jih je moral trpeti v kitajskem zaporu, so načeli njegovo sicer trdno zdravje. Tako je kmalu po izpustitvi na Marijin praznik Veliki Šmaren – 15. avgusta 1666 – umrl v Pekingu. 
Tudi Verbiest je bil skupaj z drugimi jezuiti obtožen veleizdaje. Pred sodiščem pa je tako izvrstno branil sebe in tovariše, da on sploh ni prišel v ječo, njegovi sobratje pa so bili – tudi zaradi zgoraj omenjenih okoliščin – puščeni na prostost. 

## Smrt in spomin
Ko so zopet prišli mirni časi, se je število kristjanov povečalo na 300.000. Verbiest je cesarju ulil 300 novih topov in izračunal vse sončne in lunine mrke, ki se bodo zgodili v prihodnjih 2000 letih. Dobil je tudi slovesen pogreb (1688), njegovo krsto so spremljali mandarini na konjih in cesarska telesna straža. 

#### Verbiestovi nasledniki
Nasledniki očeta Verbiesta so cesarju dajali po 4 ure pouka na dan in z velikim veseljem se je učil, kako izračunati višino gora in širino rek. V zameno je cesar izboljšal jezuitske sestavke v tatarskem jeziku. 
Ko so cesarja ozdravili z lubjem kininovca, ki je bil dotlej neznan, so morali od njega sprejeti darilo 200.000 frankov v zlatu, če so to želeli ali ne. Da, cesar je bil tako navdušen nad svojimi jezuiti, da je francoskemu kralju Ludviku XIV. Posebej poslal veleposlaništvo z zahtevo po novih misijonarjih. Leta 1705 so v Pekingu zgradili čudovito cerkev in v kratkem času se je število kristjanov povečalo za 50.000; Za vsako provinco je bil imenovan škof in delalo je približno 70 misijonarjev iz Družbe Jezusove.